# Сита (Хабаровский край)
Сита́ — посёлок в районе имени Лазо Хабаровского края России. Административный центр Ситинского сельского поселения.

## География
Посёлок Сита стоит в верховьях реки Сита.
Посёлок Сита расположен на автомобильной дороге Владимировка — Сукпай.
Расстояние до автотрассы «Уссури» (в селе Владимировка) около 20 км (на запад).
Расстояние до автотрассы «Восток» около 7 км (на восток).
Расстояние до районного центра посёлка Переяславка (через Владимировку) около 37 км.

## Население
| 2002 | 2010  | 2011  | 2012  | 2021  |
| ---- | ----- | ----- | ----- | ----- |
| 1970 | ↘1883 | ↘1881 | ↘1845 | ↘1272 |

## Улицы
| - пер. Базарный, - ул. Гагарина, - ул. Дзержинского, - пер. Донской, - ул. Железнодорожная, - ул. Заречная, - ул. Интернациональная, - ул. Калинина, | - ул. Кирова, - ул. Клубная, - пер. Клубный, - ул. Комсомольская, - ул. Лазо, - ул. Лесная, - ул. Лесопильная, - ул. Мира, | - ул. Мичурина, - ул. Молодёжная, - ул. Набережная, - ул. Некрасова, - ул. Октябрьская, - ул. Партизанская, - ул. Первомайская, - ул. Пионерская, | - ул. Пугачёва, - ул. Пушкина, - ул. Рабочая, - ул. Руставели, - ул. Садовая, - пер. Северный, - ул. Советская, - ул. Тельмана, | - ул. Толстого, - ул. Уссурийская, - ул. Фрунзе, - ул. Хмельницкого, - ул. Чапаева, - ул. Чкалова, - ул. Шевченко, - ул. Школьная. |

## Экономика
В советское время в селе находились предприятия, занимающиеся заготовкой леса. В настоящее время они заброшены.

## Транспорт
Через посёлок проходила ведомственная Оборская железная дорога, в настоящее время разобрана.